# NGC 1604
NGC 1604 je galaksija u zviježđu Eridanu.

## Vanjske poveznice
- SEDS: NGC 1604